# Maki Wada
Maki Wada (jap. 和田 麻希, Wada Maki; * 18. November 1986 in der Präfektur Kyōto) ist eine ehemalige japanische Leichtathletin, die sich auf den Sprint spezialisiert hat. Ihre größten Erfolg feierte sie mit dem Gewinn der Goldmedaille in der 4-mal-100-Meter-Staffel bei den Asienmeisterschaften 2009.

## Sportliche Laufbahn
Erste internationale Erfahrungen sammelte Maki Wada im Jahr 2009, als sie mit der japanischen 4-mal-100-Meter-Staffel bei den Weltmeisterschaften in Berlin mit 44,24 s in der Vorrunde ausschied. Anschließend siegte sie bei den Asienmeisterschaften in Guangzhou in 43,93 s gemeinsam mit Chisato Fukushima, Mayumi Watanabe und Momoko Takahashi mit der Staffel und gewann dann bei den Ostasienspielen in Hongkong in 44,89 s die Silbermedaille hinter dem Team aus der Volksrepublik China. Zudem gewann sie dort in 12,06 s die Bronzemedaille im 100-Meter-Lauf hinter der Chinesin Tao Yujia und ihrer Landsfrau Mayumi Watanabe. Im Jahr darauf wurde sie beim Continentalcup in Split in 44,54 s Vierte mit der Staffel und setzte dann ihre Karriere ohne größeren Erfolge bis ins Jahr 2021 fort.

## Persönliche Bestleistungen
- 100 Meter: 11,53 s (+0,8 m/s), 21. Oktober 2018 in Itami
- 200 Meter: 23,70 s (+0,5 m/s), 19. Mai 2019 in Osaka